# 전용선
전용선(專用線, 영어: Leased Line)은 대칭형의 전자 통신 회선으로, 인터넷 서비스 공급자가 공급하는 전용 회선을 뜻한다. 전용선은 전화, 데이터 및 인터넷 서비스에서 쓰인다. PSTN이라고 불리는 고전적인 전화회선과는 달리 회선에 전화 번호를 부여하지 않고 통신이 가능하다. 인터넷 서비스 공급자와 전용선 사용자는 전용 라인을 통해서 지속적으로 연결된 상태이다. 전용선 역시 전화나, 인터넷, 다른 데이터 통신 서비스를 위해 사용될 수 있다. 
일반적으로, 전용선은 기업에서 주로 사용되는데, 지리적으로 사무실이 멀리 떨어져 있는 경우에 설치하여 사용한다. 전화 접속 방식과는 달리 전용선은 항상 인터넷에 연결되어 있는 상태이다. 전용선 비용은 두 지점 사이의 거리와 대역폭에 따라서 결정된다. 다른 통신망을 사용하지 않기 때문에, 기본 통신 품질을 보장 받을 수 있다. 
전용선은 통신사의 고급 서비스로, 보통 광케이블을 사용하여 업로드와 다운로드 서비스가 같은 대칭형 대역을 보장한다. 
예를 들면, T1 라인은 스펙상 1.544 Mbit/s까지 서비스 될 수 있다. 사용자는 T1을 이용해서 24개의 음성 통신 DS0 채널을 구성할 수 있는데, 이런 원리를 이용하면, 데이터/음성 통신 혹은 데이터 전용 통신 등의 응용이 가능하다. 

## 전용선의 적용 방법

전용선 사설망 구조 / 인터넷은 전화 접속으로 진행하는 구조

전용선은 사설 네트워크와 사설 전화망을 구성하거나, 인터넷 등 통신망으로 사용된다. 통신망은 다음과 같이 구성될 수 있다. 

### 사이트 대 사이트 연결
전용선의 끝에 두 개의 라우터를 연결하면, 사이트 간에 네트워크 연결이 가능하다. 전용선은 1970년대에 기업간에 처음으로 사용되었다. IBM의 시스템 네트워크 아키텍처나 디지탈 이큅먼트의 DECNet에서 사용되었고, 인터넷이 광범위하게 사용되기 전에 연구기관과 대학교에서 TCP/IP를 이용하여 데이터 통신을 진행하였다. 

프레임 릴레이 네트워크 / 인터넷은 전화 접속으로 진행하는 구조

### 사이트 대 사이트 PBX 연결
전용선의 끝에 두 개의 PBX(Private Branch Exchange: 사설 전화 네트워크)를 연결하면, 공공 전화 시스템을 통하지 않고, 바로 직통으로 연결할 수 있다. 이런 시스템은 전용 전화비용을 관리할 수 있게 되고, 내선 번호를 사용할 수 있으며, 외부 전화 라인 사용이 많은 경우 많은 비용 절감을 가져올 수 있는 상태가 된다. 

### 사이트 대 네트워크 연결
네트워크가 발전하면서 패킷 스위칭을 이용하여 통신사 망을 이용하여 통신을 하는 시스템에 대한 요구가 발생했다. 그래서, 많은 통신사들이 ATM이나 프레임 릴레이나 ISDN 서비스를 추가했다. 전용선은 고객 사이트와 전화망을 연결하는 구조이다. 

### 국제 전용 임대 회선
국제 전용 임대 회선(IPLC) 기능은 지점간 사설 라인이다. 국제 전용 임대 회선은 주로 시분할 다중화 방식(TDM, time-division-multiplexing)을 통해서 동일 회선을 최적화하여 사용한다. 시분할 방식을 적용하려면, 채널이나 데이터 분할을 통해서 데이터를 나눌 수 있는 라우터를 이용하여 진행한다. 

## 국가별 전용선 사용

### 영국
64k~2M의 속도(E1) 혹은 2M~34M의 속도(E3)로 보통 사용했다. 2018년 3월에는 전용선 사용이 보편화되어 100M에서 1G를 주로 사용이 됩니다. 런던 같은 큰 도시에서는 10G 속도로 사용할 수 있다. 

### 미국
낮은 속도의 전용선 (초당 56 킬로비트 이하)가 보통 아날로그 모뎀을 사용하여 제공된다. 더 빠른 속도의 전용선은 보통 FT1을 사용한다. 고객은 자신만의 네트워크 종단 장비(채널 서비스 장치/데이터 서비스 장치, 곧 CSU/DSU)를 관리해야 한다.  

### 홍콩
64k, 128k, 256k, 512k, T1, E1의 속도를 사용할 수 있다. 어느 속도를 사용하든 간에, 통신사들은 보통 CSU/DSU를 사용하여 V.35 인터페이스 고객에게 제공한다.
광 케이블 장비를 이용한 고속 장비가 이전 장비를 대체하여 거의 모든 속도를 커버한다. 

### 인도
64K, 128k, 256k, 512k, 1M, 2M, 4M, 8M, 1000M, T1(1.5M), E1(2M), 622M의 속도를 사용할 수 있다. 사용자는 기업 광케이블망, ADSL 전화 접속 어댑터나 Wifi를 통한 접속이 허용된다. 

## 역사
전용선 서비스는 1970년대에 벨 백본망을 아날로그에서 디지털 회선으로 전환함과 함께 디지털화되었다. 이로써 AT&T는 데이타폰 디지털 서비스(나중에는 디지털 데이터 서비스로 브랜드를 변경함)를 제공할 수 있게 되었으며 이를 통해 고객들을 대상으로 ISDN과 T1 회선 배치를 시작하였다.

## 같이 보기
- 다크 파이버